# گیسلارنگو
گیسلارنگو (به ایتالیایی: Ghislarengo) یک کومونه در ایتالیا است که در استان ورسلی واقع شده‌است.

## خصوصیات
گیسلارنگو ۱۲٫۵ کیلومترمربع مساحت و ۸۷۰ نفر جمعیت دارد.